# Neumarkt (Oberpfalz)
Neumarkt (Oberpfalz) – stacja kolejowa w Neumarkt, w kraju związkowym Bawaria, w Niemczech. Znajdują się tu 3 perony.